# Calliphora viridescens
Calliphora viridescens är en tvåvingeart som beskrevs av Robineau-desvoidy 1830. Calliphora viridescens ingår i släktet Calliphora och familjen spyflugor. Inga underarter finns listade i Catalogue of Life.